# Blue Bird Festival
Das Blue Bird (auch Blue Bird Festival) ist ein österreichisches Musikfestival, das jährlich im November im Wiener Jazzclub Porgy & Bess stattfindet.

## Allgemeines
Das Blue Bird Festival wurde 2005 von der Vienna Songwriting Association gegründet. An drei Tagen treten etwa zwölf Künstler vor rund 1500 Menschen auf. Die Musiker des dreitägigen Indiefolk-Clubfestival kommen aus dem In- und Ausland und gehören zumeist Genres wie Indie-Folk, Alternative Country und Singer-Songwriter an. Neben arrivierten Künstlern treten auch noch unbekannte Musiker auf.
Das Blue Bird Festival legt Wert auf künstlerischen Anspruch und Bindung zum Publikum. Die Besetzung und die Organisation sorgt für Medienpräsenz vor und nach dem Festival. Ein weiterer Grund ist die großzügige Interpretation des Begriffs Singer/Songwriter – Genres wie Indiefolk, Americana, Baroque Pop, Queer-, New- und Anti-Folk und viele andere haben alle einen Platz beim Blue Bird Festival, ohne dass es seine Linie verliert. Ein essentieller Punkt ist auch die Inklusion mehrerer österreichischer Acts ins Lineup.
Zu den Künstlern, die bislang auftraten, gehörten Amanda Palmer, Patrick Wolf, Adam Green, Edwyn Collins, Giant Sand, Ariel Pink, Silver Mt. Zion, Villagers, Robyn Hitchcock, The Hidden Cameras, Gustav, Clara Luzia, Scott Matthew, Okkervil River, SoKo, Ed Harcourt, Sarah Jaffe, Lee Ranaldo und Woven Hand.

## Geschichte
2004 wurde die Vienna Songwriting Association gegründet. Gründungsmitglieder sind die Musiker Eva Woska und Daniel Mölksmith und die Journalisten Jenny Blochberger und Klaus Totzler. Der Kulturverein wurde ins Leben gerufen, um anlässlich des 30. Todestages des von allen vier verehrten Musikers Nick Drake, dem 25. November, einen Abend zu seinen Ehren zu veranstalten. Die Veranstaltung wurde „Fruit Tree“ genannt. An diesem Abend traten 17 Acts auf. Als Veranstaltungsort wurde das als Jazzclub europaweit bekannte Porgy & Bess gewählt. Die Musiker kamen vor allem aus Österreich, aber auch aus England und Irland. Unter den Musikern, mit denen der Verein meist bis heute freundschaftlich verbunden ist, waren Garish, Bernhard Eder, James Harries, Robert Rotifer und Son Of The Velvet Rat. Der Reingewinn wurde der NGO Warchild gespendet.
Ab 2005 wurde regelmäßig Ende November ein anfangs noch kleines Festival etabliert, das den Namen Blue Bird erhielt. Einmal fand ein Abend in der Szene Wien statt, zweimal im Gasthaus Vorstadt in Wien-Ottakring, sonst immer im Porgy & Bess. Das Blue Bird Festival dauert drei Tage.